# كارلوس موراليس كينتانا
كارلوس موراليس كينتانا (بالإسبانية: Carlos Morales Quintana)‏ هو مهندس معماري إسباني، ولد في 31 ديسمبر 1970 في لانزاروت في إسبانيا.